# Klif

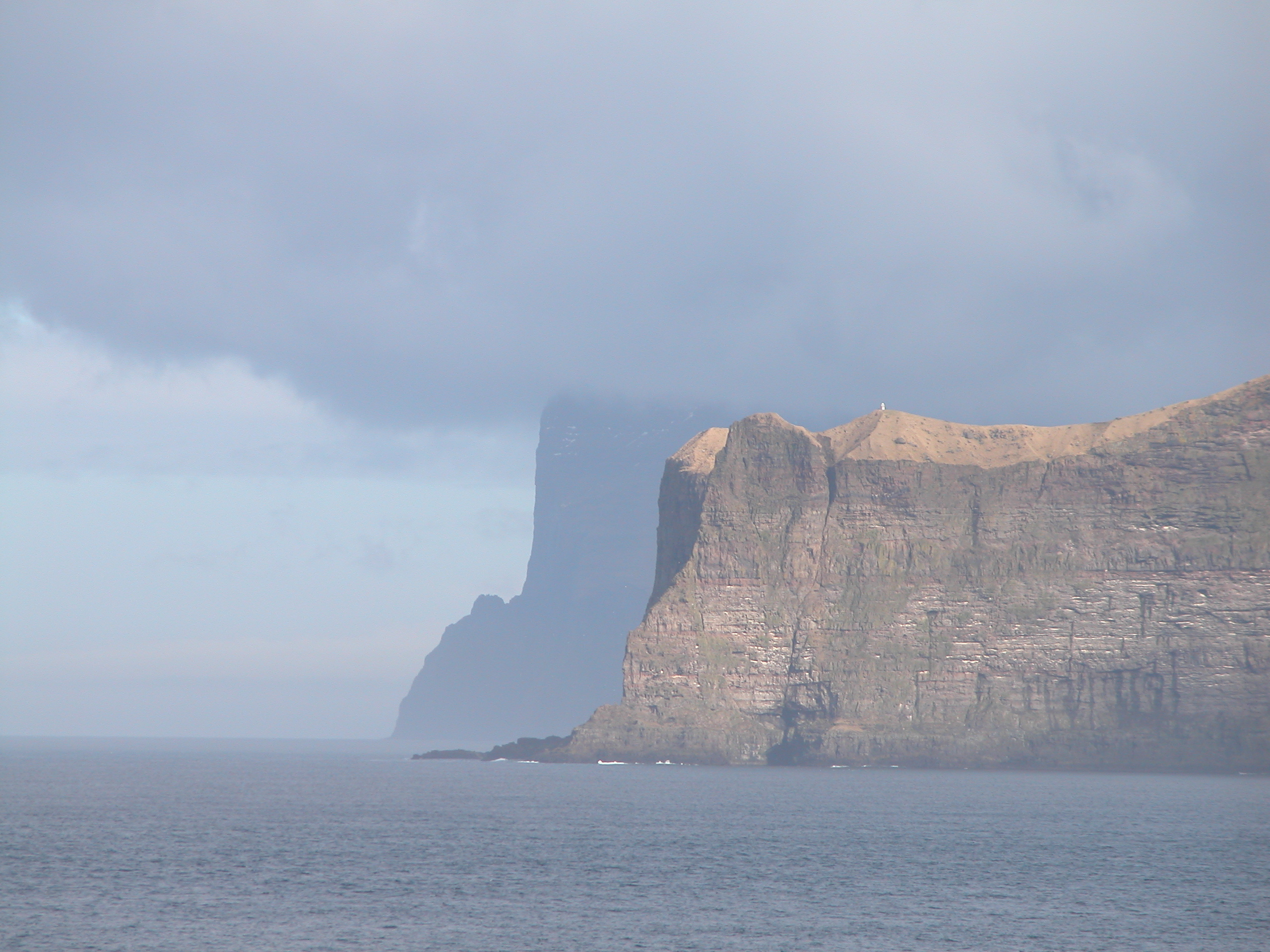
Cape Enniberg na Faerských ostrovech

Klif (z ang. Cliff) je v geomorfologické terminologii pojmenování pro strmou skalní stěnu (útes, srub) na pobřeží moře nebo jezera, vzniklé abrazní činností vody (příbojem, řekou).
Při jeho úpatí se nachází abrazní výklenek, který se postupně rozšiřuje, až dojde ke zřícení části břehu. Abrazní srub se tak rozšiřuje a ustupuje směrem do vnitrozemí. Někdy se stává, že tvrdší horniny odolávají abrazi, a tak mohou vzniknout při pobřeží osamocené skály různých tvarů (jehly, brány, jeskyně).

## Výskyt

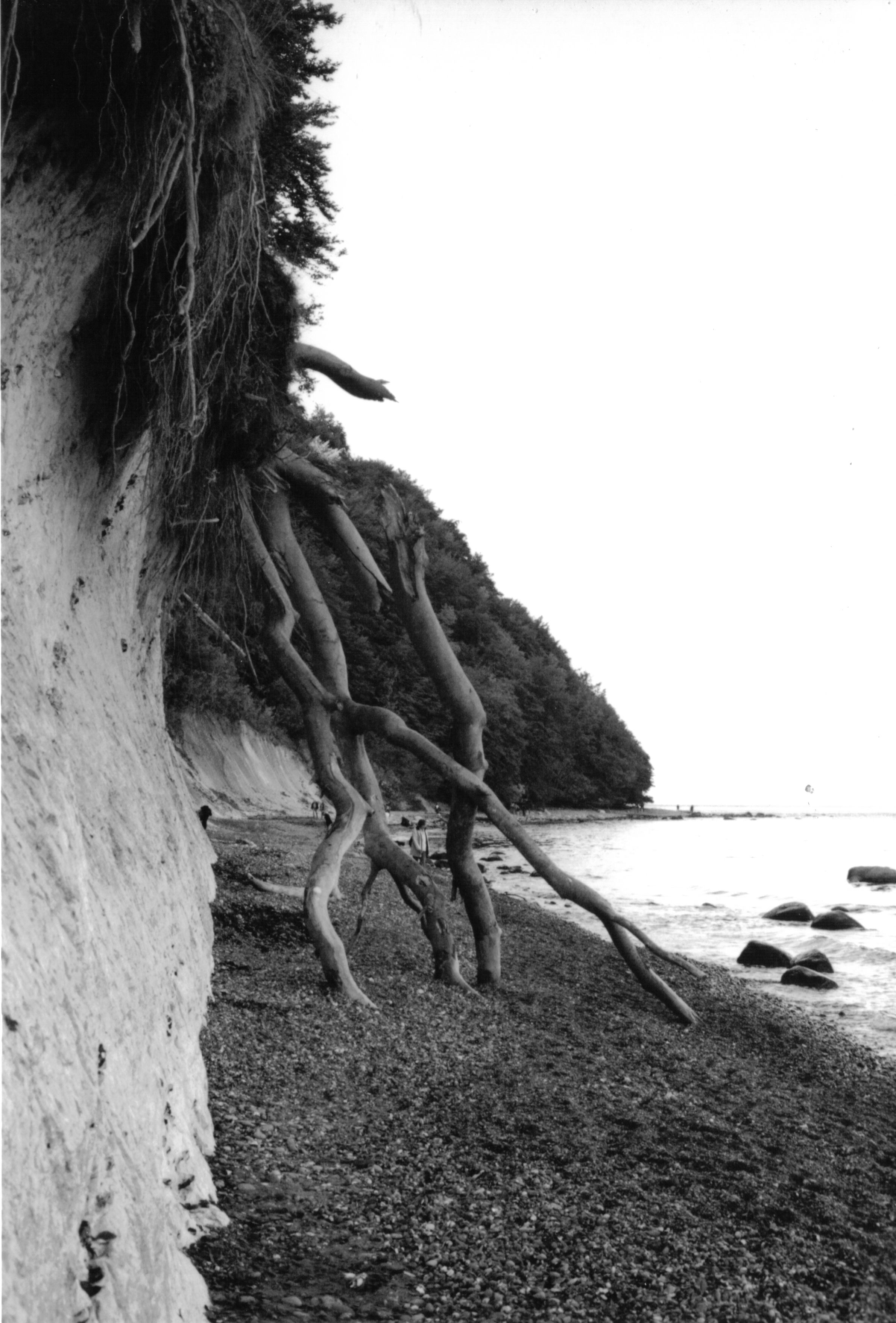
Abraze úpatí křídového útesu Königsstuhl v Národním parku Jasmund na ostrově Rujána (SRN)

### Nejvyšší klify ve světě
Jako nejvyšší pobřežní klif na Zemi je obvykle uváděn 1010 m vysoký klif v Kalaupapě na ostrově Molokai (Havaj, USA). Je to ovšem otázka přesnějšího stanovení určujících parametrů klifů, neboť pobřežní útes na Molokai nemá kolmé stěny Jejich sklon je zhruba 60°, přičemž podobný sklon stěn má i Mitre Peak (1683 metrů vysoký) a dva o něco nižší útesy (1302 a 1180 m) v oblasti Milford Sound na Novém Zélandu. V jižním Grónsku na mysu Farewell se nachází masív Maujit Qaqarssuasia s útesem, přezdívaným Thumbnail. V letech 2000–2003 zde vytyčili britští horolezci čtyři výstupové trasy, přičemž nejobtížnější překonávala výšku cca 1350 metrů.

### Evropské klify

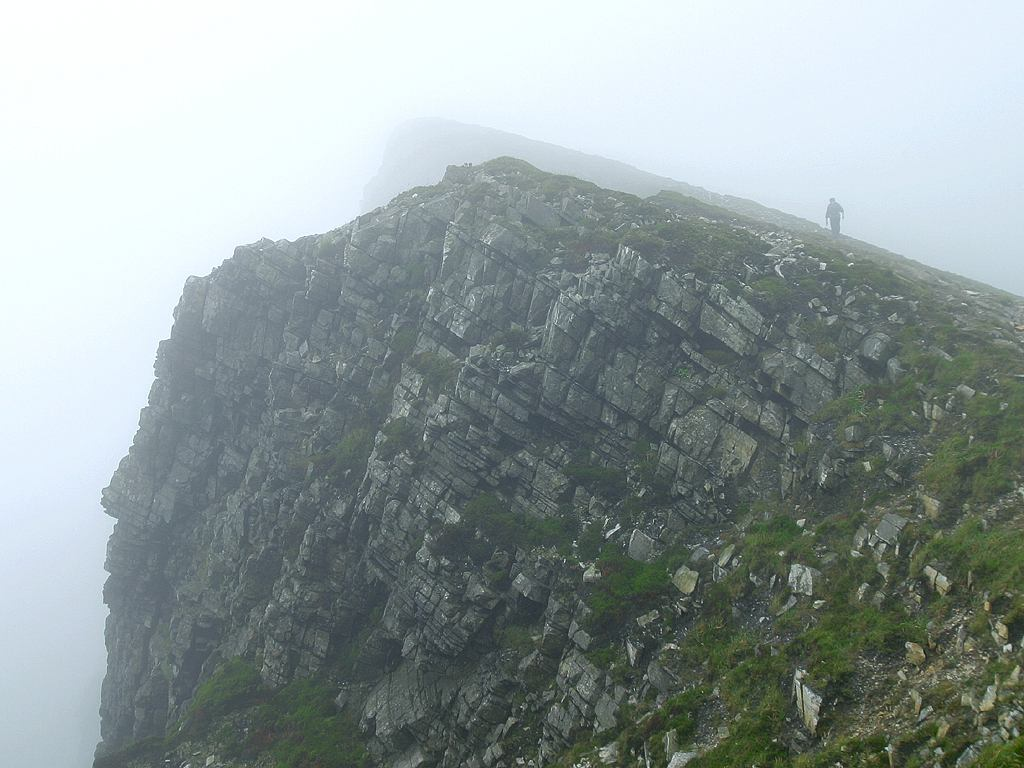
Útesy Slieve League (výška 601 m), Donegal, Irsko

Nejvyšším klifem na evropském kontinentě je 860 metrů vysoký Hornelen  na ostrově Bremangelandet v kraji Sogn a Fjordane v Norsku. Tento útes z devonských pískovců je nejen významnou geologickou lokalitou, ale i důležitým orientačním bodem pro námořní plavbu. Druhým v pořadí, co se výšky týče, je 754 metrů vysoký Cape Enniberg na Faerských ostrovech, jehož stěny kolmo spadají do moře. Třetím v pořadí je s 688 metry útes Croaghaun (irsky Cruachán ), který tvoří nejzápadnější výběžek ostrova Acaill v hrabství Mayo v Irsku. Čtvrtý je klif Vixia Herbeira na pobřeží španělské Galicie a pátý Preikestolen, tyčící se do výšky 604 metrů nad Lysefjordem (tento klif patří mezi nejpopulárnější turistické destinace nejen v Norsku, ale i v Evropě a ve světě).
Výskyt klifů však není výjimkou ani ve vnitrozemských státech, byť tyto tvary bývají ve srovnání s klify přímořskými mnohem nepatrnější. Nezbytná je existence dostatečně velké vodní plochy a vhodných geomorfologických podmínek okolního terénu. Ve středoevropském prostoru lze zmínit například geomorfologické tvary v podobě menších klifů na březích vodní nádrže Domaša v okrese Vranov nad Topľou na Slovensku nebo u Nechranické přehrady v severozápadních Čechách.

## Význam pro vědecké studium
Vlivem abraze, způsobené mořským i jezerním příbojem, se zmenšuje rozsah pevniny. U aktivních geomorfologolických tvarů lze sledovat procesy abraze v závislosti na strukturních a texturních vlastnostech horniny. Pomocí studia fosilních klifů s abrazními terasami lze dokumentovat tektonické zdvihy v pobřežních oblastech.